# Marcello Puglisi
Marcello Puglisi (Trescore Balneario, 17 mei 1986) is een Italiaans autocoureur die anno 2009 in de International Formula Master rijdt.

## Loopbaan
- 2003: Formule Renault 2.0 Italië, team Cram Competition.
- 2003: Eurocup Formule Renault 2.0, team Cram Competition (4 races).
- 2004: Formule Renault 2.0 Italië, team RP Motorsport.
- 2005: Formule Renault 2.0 Italië, team JD Motorsport.
- 2005: Eurocup Formule Renault 2.0, team JD Motorsport (2 races).
- 2005: Italiaanse Formule 3 kampioenschap, team RP Motorsport (1 race).
- 2006: Formule 3000 International Masters, team Alan Racing.
- 2006: Euroseries 3000, team Euronova (8 races).
- 2007: International Formula Master, team Promotorsport (1 overwinning).
- 2007: Le Mans Series, team Scuderia Lavaggi (1 race).
- 2008: GP2, team Durango (2 races).
- 2008: GP2 Asia Series, team Piquet Sports.
- 2008: International Formula Master, team Cram Competition (1 overwinning).
- 2008: Formula Master Italië, team Cram Competition.
- 2009: International Formula Master, team ADM Motorsport (2 races).

## GP2 resultaten
| Jaar | Inschrijving | 1       | 2       | 3       | 4       | 5          | 6          | 7       | 8       | 9       | 10      | 11      | 12      | 13      | 14      | 15      | 16      | 17      | 18      | 19      | 20      | Rang | Punten |
| ---- | ------------ | ------- | ------- | ------- | ------- | ---------- | ---------- | ------- | ------- | ------- | ------- | ------- | ------- | ------- | ------- | ------- | ------- | ------- | ------- | ------- | ------- | ---- | ------ |
| 2008 | Durango      | ESP FEA | ESP SPR | TUR FEA | TUR SPR | MON FEA 17 | MON SPR 19 | FRA FEA | FRA SPR | GBR FEA | GBR SPR | GER FEA | GER SPR | HUN FEA | HUN SPR | EUR FEA | EUR SPR | BEL FEA | BEL FEA | ITA FEA | ITA SPR | 33   | 0      |